# 우주 차광판

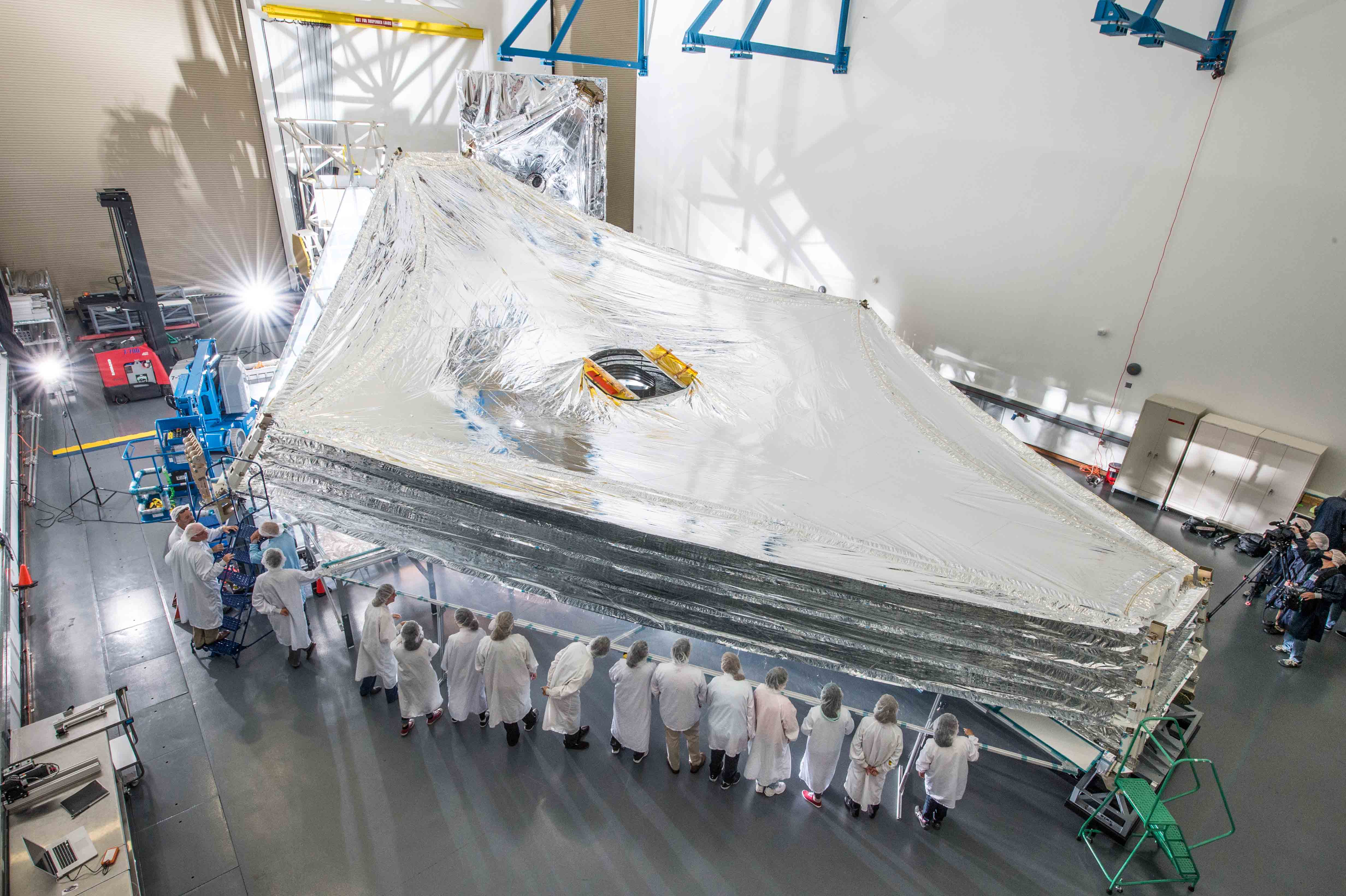
제임스 웹 우주망원경의 차광판

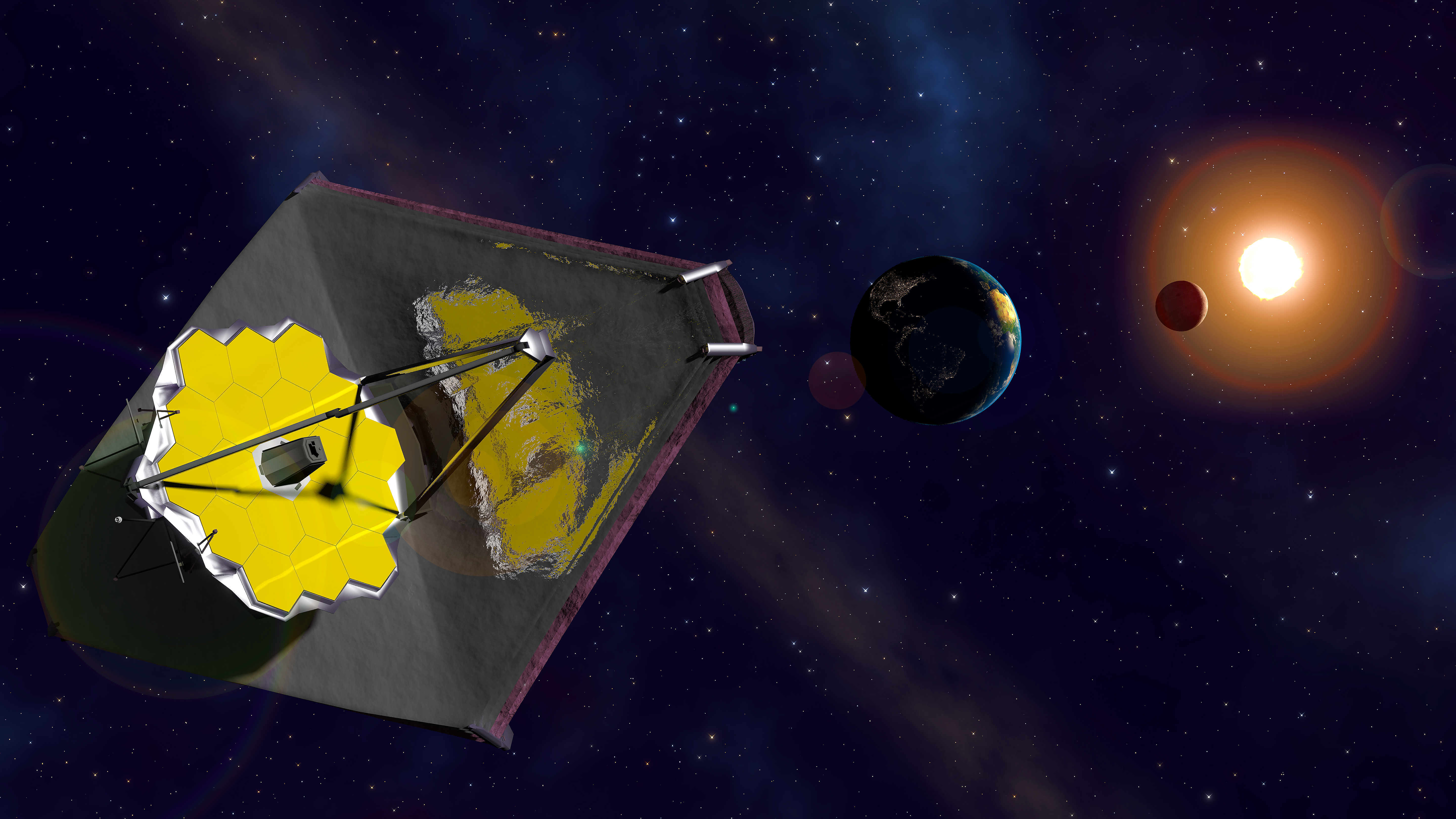
제임스 웹 우주망원경의 차광판 사용 가상도

우주 차광판은 우주선이 받는 태양열, 태양 방사선 등을 줄이는 우주선의 장비를 뜻한다. 줄여서 간단하게 차광판이라고도 부르며, 보통 우주망원경이나 열에 취약한 우주선 부품에 덧씌워서 사용한다. 대표적으로 우주 차광판을 사용하는 우주망원경은 제임스 웨브 우주망원경이 있다.